# Carl Georg Enslen

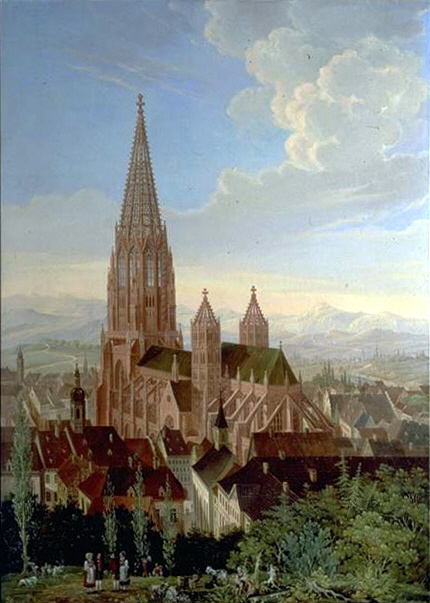
Freiburg Münster, 1839, av Carl Georg Enselen, Nationalmuseum i Schweiz.

Carl Georg Enslen, född 20 september 1792 i Wien, död 17 april 1866 i Lille, var en tysk målare och litograf.
Han var son till fysikern Johann Carl Enslen. Efter konststudier för sin far och vid konstakademin i Berlin levde Enslen ett kringflackande liv. Han målade vedutor i Italien, Skandinavien och Belgien. Han målade en del stockholmsmotiv 1857 som han senare ställde ut i Stockholm. Enslen är representerad vid Göteborgs konstmuseum, Nationalmuseum och Stadsmuseet i Stockholm.